# Mistrovství světa v alpském lyžování 2015 – soutěž družstev
Soutěž družstev na Mistrovství světa v alpském lyžování 2015 se konala na sjezdovce Raptor v úterý 10. února 2015 jako sedmý závod šampionátu. Start se uskutečnil ve 14:15 hodin místního času. Zúčastnit se jej mohlo 16 nejlepších reprezentačních týmů podle celkového bodového hodnocení zemí v žebříčku Mezinárodní lyžařské federace (FIS) před zahájením šampionátu. Jako poslední šestnáctá byla nasazena argentinská reprezentace, přestože nezískala do klasifikace žádné body.  
Obhájcem  mistrovského titulu se stalo družstvo Rakouska, které opět zvítězilo. Zlaté medaile vybojovalo ve složení Eva-Maria Bremová, Michaela Kirchgasserová, Marcel Hirscher a Christoph Nösig (náhradníky byli Nicole Hospová a Philipp Schörghofer), Druhé místo překvapivě obsadila Kanada a na třetí příčce dojel tým Švédska.

## Pravidla
Účast v soutěži si zajistilo 16 nejlepších národních týmů podle celkového bodového hodnocení žebříčku FIS před zahájením mistrovství světa.  Každý tým tvořilo čtyři až šest lyžařů, z toho minimálně dvě ženy a dva muži.
Formát soutěže vycházel z vyřazovacího systému (pavouku), kdy se vždy dvě družstva utkala systémem KO; vítěz postoupil do dalšího kola, poražený vypadl. V každém takovém vzájemném duelu proti sobě nastoupily dvě dvojice lyžařů a dvě dvojice lyžařek na paralelních tratích slalomu. Rozdělovány byly čtyři body, pokud po čtyřech jízdách došlo na nerozhodný stav 2–2, pak o postupu rozhodl nižší součet dvou nejrychlejších týmových časů, a to vždy jednoho mužského a jednoho ženského.
Nasazení družstev kopírovala pozici na žebříčku FIS.  

## Celkové pořadí států v žebříčku FIS
Celkové pořadí států dle žebříčku FIS před zahájením šampionátu. Přestože argentinský tým nezískal do žebříčku žádné body, byl do soutěže zařazen jako šestnáctý startující.
| Žebříček poháru národu FIS | Žebříček poháru národu FIS | Žebříček poháru národu FIS |
| Pořadí                     | stát                       | body                       |
| -------------------------- | -------------------------- | -------------------------- |
| 1.                         | Rakousko                   | 7103                       |
| 2.                         | Itálie                     | 3845                       |
| 3.                         | USA                        | 3428                       |
| 4.                         | Švýcarsko                  | 3427                       |
| 5.                         | Francie                    | 3045                       |
| 6.                         | Švédsko                    | 2747                       |
| 7.                         | Německo                    | 2251                       |
| 8.                         | Norsko                     | 2076                       |
| 9.                         | Slovinsko                  | 1206                       |
| 10.                        | Kanada                     | 955                        |
| 11.                        | Česko                      | 444                        |
| 12.                        | Rusko                      | 398                        |
| 13.                        | Lichtenštejnsko            | 300                        |
| 14.                        | Chorvatsko                 | 294                        |
| 15.                        | Slovensko                  | 187                        |
| 16.                        | Finsko                     | 121                        |
| 16.                        | Španělsko                  | 121                        |
| 18.                        | Maďarsko                   | 99                         |
| 19.                        | Japonsko                   | 58                         |
| 20.                        | Spojené království         | 45                         |
| 21.                        | Polsko                     | 26                         |
| 22.                        | Andorra                    | 11                         |
| 23.                        | Monako                     | 3                          |

## Účastníci
Každý stát mohl sestavit družstvo ze čtyř až šesti závodníků.
| Stát         | lyžaři                      |
| ------------ | --------------------------- |
| 1. Rakousko  | Eva-Maria Bremová           |
| 1. Rakousko  | Nicole Hospová              |
| 1. Rakousko  | Michaela Kirchgasserová     |
| 1. Rakousko  | Marcel Hirscher             |
| 1. Rakousko  | Christoph Nösig             |
| 1. Rakousko  | Philipp Schörghofer         |
| 2. Itálie    | Chiara Costazzaová          |
| 2. Itálie    | Francesca Marsagliová       |
| 2. Itálie    | Manuela Mölggová            |
| 2. Itálie    | Giovanni Borsotti           |
| 2. Itálie    | Matteo Marsaglia            |
| 2. Itálie    | Davide Simoncelli           |
| 3. USA       | Julia Mancusová             |
| 3. USA       | Paula Moltzanová            |
| 3. USA       | Mikaela Shiffrinová         |
| 3. USA       | Will Brandenburg            |
| 3. USA       | David Chodounsky            |
| 3. USA       | Ted Ligety                  |
| 4. Švýcarsko | Charlotte Chableová         |
| 4. Švýcarsko | Michelle Gisinová           |
| 4. Švýcarsko | Wendy Holdenerová           |
| 4. Švýcarsko | Gino Caviezel               |
| 4. Švýcarsko | Justin Murisier             |
| 4. Švýcarsko | Elia Zurbriggen             |
| 5. Francie   | Adeline Baudová             |
| 5. Francie   | Anemone Marmottanová        |
| 5. Francie   | Tessa Worleyová             |
| 5. Francie   | Mathieu Faivre              |
| 5. Francie   | Thomas Fanara               |
| 5. Francie   | Thomas Mermillod-Blondin    |
| 6. Švédsko   | Sara Hectorová              |
| 6. Švédsko   | Maria Pietiläová Holmnerová |
| 6. Švédsko   | Anna Swennová-Larssonová    |
| 6. Švédsko   | Mattias Hargin              |
| 6. Švédsko   | Markus Larsson              |
| 6. Švédsko   | André Myhrer                |
| 7. Německo   | Lena Dürrová                |
| 7. Německo   | Veronique Hroneková         |
| 7. Německo   | Viktoria Rebensburgová      |
| 7. Německo   | Felix Neureuther            |
| 7. Německo   | Philipp Schmid              |
| 7. Německo   | Linus Strasser              |
| 8. Norsko    | Nina Løsethová              |
| 8. Norsko    | Ragnhild Mowinckelová       |
| 8. Norsko    | Sebastian Foss Solevåg      |
| 8. Norsko    | Leif Kristian Haugen        |

| Stát                   | lyžaři                    |
| ---------------------- | ------------------------- |
| 9. Slovinsko           | Ana Buciková              |
| 9. Slovinsko           | Ana Drevová               |
| 9. Slovinsko           | Katarina Lavtarová        |
| 9. Slovinsko           | Klemen Kosi               |
| 9. Slovinsko           | Žan Kranjec               |
| 9. Slovinsko           | Matic Skube               |
| 10. Kanada             | Candace Crawfordová       |
| 10. Kanada             | Erin Mielzynská           |
| 10. Kanada             | Marie-Pier Préfontaineová |
| 10. Kanada             | Phil Brown                |
| 10. Kanada             | Trevor Philip             |
| 10. Kanada             | Erik Read                 |
| 11. Česko              | Gabriela Capová           |
| 11. Česko              | Martina Dubovská          |
| 11. Česko              | Kateřina Pauláthová       |
| 11. Česko              | Šárka Strachová           |
| 11. Česko              | Kryštof Krýzl             |
| 11. Česko              | Martin Vráblík            |
| 12. Rusko              | Xenia Alopinová           |
| 12. Rusko              | Anastasia Romanovová      |
| 12. Rusko              | Alexandr Andrijenko       |
| 12. Rusko              | Alexandr Chorošilov       |
| 12. Rusko              | Pavel Trichičev           |
| 13. Chorvatsko         | Andrea Komšićová          |
| 13. Chorvatsko         | Sofija Novoselićová       |
| 13. Chorvatsko         | Leona Popovićová          |
| 13. Chorvatsko         | Ivica Kostelićová         |
| 13. Chorvatsko         | Natko Zrnčić-Dim          |
| 13. Chorvatsko         | Filip Zubčić              |
| 14. Finsko             | Kristiina Roveová         |
| 14. Finsko             | Merle Soppelová           |
| 14. Finsko             | Eemeli Pirinenová         |
| 14. Finsko             | Joonas Rasanen            |
| 14. Finsko             | Marcus Sandell            |
| 14. Finsko             | Samu Torsti               |
| 15. Spojené království | Charlotte Guestová        |
| 15. Spojené království | Alexandra Tilleyová       |
| 15. Spojené království | Charlie Raposo            |
| 15. Spojené království | Dave Ryding               |
| 16. Argentina          | Salomé Báncorová          |
| 16. Argentina          | Nicol Galstadiová         |
| 16. Argentina          | Tomas Birkner de Miguel   |
| 16. Argentina          | Sebastiano Galstadi       |

## Pavouk
Soutěž družstev probíhala vyřazovacím systémem.
|  | Osmifinále | Osmifinále         | Osmifinále |           |         | Čtvrtfinále | Čtvrtfinále | Čtvrtfinále |  |   | Semifinále | Semifinále | Semifinále |                   |                   | Finále            | Finále            | Finále |
|  |            |                    |            |           |         |             |             |             |  |   |            |            |            |                   |                   |                   |                   |        |
|  | 1          | Rakousko           | 4          |           |         |             |             |             |  |   |            |            |            |                   |                   |                   |                   |        |
|  | 16         | Argentina          | 0          |           |         |             |             |             |  |   |            |            |            |                   |                   |                   |                   |        |
|  | 16         | Argentina          | 0          |           | 1       | Rakousko    | 3           |             |  |   |            |            |            |                   |                   |                   |                   |        |
|  |            |                    |            |           | 1       | Rakousko    | 3           |             |  |   |            |            |            |                   |                   |                   |                   |        |
|  |            |                    | 8          | Norsko    | 1       |             |             |             |  |   |            |            |            |                   |                   |                   |                   |        |
|  | 8          | Norsko             | 8          | Norsko    | 1       | 3           |             |             |  |   |            |            |            |                   |                   |                   |                   |        |
|  | 8          | Norsko             |            |           |         | 3           |             |             |  |   |            |            |            |                   |                   |                   |                   |        |
|  | 9          | Slovinsko          | 1          |           |         |             |             |             |  |   |            |            |            |                   |                   |                   |                   |        |
|  | 9          | Slovinsko          | 1          |           |         |             |             |             |  | 1 | Rakousko   | 3          |            |                   |                   |                   |                   |        |
|  |            |                    |            |           |         |             |             |             |  | 1 | Rakousko   | 3          |            |                   |                   |                   |                   |        |
|  |            | 4                  | Švýcarsko  | 1         |         |             |             |             |  |   |            |            |            |                   |                   |                   |                   |        |
|  | 5          | 4                  | Švýcarsko  | 1         | Francie | 3           |             |             |  |   |            |            |            |                   |                   |                   |                   |        |
|  | 5          |                    |            |           | Francie | 3           |             |             |  |   |            |            |            |                   |                   |                   |                   |        |
|  | 12         | Rusko              | 1          |           |         |             |             |             |  |   |            |            |            |                   |                   |                   |                   |        |
|  | 12         | Rusko              | 1          |           | 5       | Francie     | 1           |             |  |   |            |            |            |                   |                   |                   |                   |        |
|  |            |                    |            |           | 5       | Francie     | 1           |             |  |   |            |            |            |                   |                   |                   |                   |        |
|  |            |                    | 4          | Švýcarsko | 3       |             |             |             |  |   |            |            |            |                   |                   |                   |                   |        |
|  | 4          | Švýcarsko          | 4          | Švýcarsko | 3       | 2           |             |             |  |   |            |            |            |                   |                   |                   |                   |        |
|  | 4          | Švýcarsko          |            |           |         | 2           |             |             |  |   |            |            |            |                   |                   |                   |                   |        |
|  | 13         | Chorvatsko         | 2          |           |         |             |             |             |  |   |            |            |            |                   |                   |                   |                   |        |
|  | 13         | Chorvatsko         | 2          |           |         |             |             |             |  |   |            |            |            |                   | 1                 | Rakousko          | 3                 |        |
|  |            |                    |            |           |         |             |             |             |  |   |            |            |            |                   | 1                 | Rakousko          | 3                 |        |
|  |            | 10                 | Kanada     | 1         |         |             |             |             |  |   |            |            |            |                   |                   |                   |                   |        |
|  | 3          | 10                 | Kanada     | 1         | USA     | 3           |             |             |  |   |            |            |            |                   |                   |                   |                   |        |
|  | 3          |                    |            |           | USA     | 3           |             |             |  |   |            |            |            |                   |                   |                   |                   |        |
|  | 14         | Finsko             | 1          |           |         |             |             |             |  |   |            |            |            |                   |                   |                   |                   |        |
|  | 14         | Finsko             | 1          |           | 3       | USA         | 1           |             |  |   |            |            |            | Souboj o 3. místo | Souboj o 3. místo | Souboj o 3. místo | Souboj o 3. místo |        |
|  |            |                    |            |           | 3       | USA         | 1           |             |  |   |            |            |            | Souboj o 3. místo | Souboj o 3. místo | Souboj o 3. místo | Souboj o 3. místo |        |
|  |            |                    | 6          | Švédsko   | 3       |             |             |             |  |   |            |            |            |                   |                   |                   |                   |        |
|  | 6          | Švédsko            | 6          | Švédsko   | 3       | 4           |             |             |  |   |            |            | 4          | Švýcarsko         | 1                 |                   |                   |        |
|  | 6          | Švédsko            |            |           |         | 4           |             |             |  |   |            |            | 4          | Švýcarsko         | 1                 |                   |                   |        |
|  | 11         | Česko              | 1          |           |         |             |             |             |  |   |            |            |            |                   |                   | 6                 | Švédsko           | 3      |
|  | 11         | Česko              | 1          |           |         |             |             |             |  | 6 | Švédsko    | 2          |            |                   |                   | 6                 | Švédsko           | 3      |
|  |            |                    |            |           |         |             |             |             |  | 6 | Švédsko    | 2          |            |                   |                   |                   |                   |        |
|  |            | 10                 | Kanada     | 2         |         |             |             |             |  |   |            |            |            |                   |                   |                   |                   |        |
|  | 7          | 10                 | Kanada     | 2         | Německo | 2           |             |             |  |   |            |            |            |                   |                   |                   |                   |        |
|  | 7          |                    |            |           | Německo | 2           |             |             |  |   |            |            |            |                   |                   |                   |                   |        |
|  | 10         | Kanada             | 2          |           |         |             |             |             |  |   |            |            |            |                   |                   |                   |                   |        |
|  | 10         | Kanada             | 2          |           | 10      | Kanada      | 3           |             |  |   |            |            |            |                   |                   |                   |                   |        |
|  |            |                    |            |           | 10      | Kanada      | 3           |             |  |   |            |            |            |                   |                   |                   |                   |        |
|  |            |                    | 2          | Itálie    | 1       |             |             |             |  |   |            |            |            |                   |                   |                   |                   |        |
|  | 2          | Itálie             | 2          | Itálie    | 1       | 3           |             |             |  |   |            |            |            |                   |                   |                   |                   |        |
|  | 2          | Itálie             |            |           |         | 3           |             |             |  |   |            |            |            |                   |                   |                   |                   |        |
|  | 15         | Spojené království | 1          |           |         |             |             |             |  |   |            |            |            |                   |                   |                   |                   |        |

## Paralelní slalom

### Osmifinále
| první družstvo                                                     | výsledek | druhé družstvo        |
| ------------------------------------------------------------------ | -------- | --------------------- |
| Rakousko                                                           | 4:0      | Argentina             |
| Brem 23,18                                                         | 4:0      | Báncora 24,29         |
| Hirscher 22,14                                                     | 4:0      | S. Gastaldi 23,33     |
| Kirchgasser 23,64                                                  | 4:0      | N. Gastaldi 24,80     |
| Nösig 22,36                                                        | 4:0      | Birkner de Miguel DNF |
| Norsko                                                             | 3:1      | Slovinsko             |
| Mowinckel 23,93                                                    | 3:1      | Lavtar 24,06          |
| Foss-Solevåg 22,75                                                 | 3:1      | Kranjec 22,67         |
| Løseth 24,.00                                                      | 3:1      | Bucik 24,01           |
| Haugen 22,67                                                       | 3:1      | Skube 23,64           |
| Francie                                                            | 3:1      | Rusko                 |
| Baud 23,47                                                         | 3:1      | Romanova 24,00        |
| Mermillod Blondin 22,68                                            | 3:1      | Chorošilov 22,55      |
| Worley 24,17                                                       | 3:1      | Alopina 24,69         |
| Faivre 22,51                                                       | 3:1      | Trichičev DNF         |
| Švýcarsko                                                          | 2:2      | Chorvatsko            |
| Holdener 23,47                                                     | 2:2      | Popović DSQ           |
| Caviezel 22,65                                                     | 2:2      | Kostelić 22,99        |
| Gisin 24.19                                                        | 2:2      | Novošelić 24,14       |
| Murisier 22,86                                                     | 2:2      | Zubčić 22,55          |
| vítěz závodu podtržen, DSQ – diskvalifikace, DNF – nedojel do cíle |          |                       |

| první družstvo                                                     | výsledek | druhé družstvo     |
| ------------------------------------------------------------------ | -------- | ------------------ |
| USA                                                                | 3:1      | Finsko             |
| Moltzan 24,04                                                      | 3:1      | Rove 24,27         |
| Chodounsky 22,64                                                   | 3:1      | Pirinen 23,31      |
| Shiffrin 24,08                                                     | 3:1      | Soppela 24,16      |
| Ligety 22,76                                                       | 3:1      | Rasanen 22,69      |
| Švédsko                                                            | 4:1      | Česko              |
| Pietilä-Holmner 24,06                                              | 4:1      | Strachová 24,06    |
| Hargin 22,39                                                       | 4:1      | Vráblík 22.97      |
| Swenn-Larsson 23.86                                                | 4:1      | Pauláthová 24,02   |
| Myhrer 22.80                                                       | 4:1      | Krýzl DSQ          |
| Německo                                                            | 2:2      | Kanada             |
| Hronek DSQ                                                         | 2:2      | Mielzynski 23,61   |
| Strasser 22,66                                                     | 2:2      | Brown 22,64        |
| Rebensburg 23,89                                                   | 2:2      | Crawford DSQ       |
| Neureuther 22,27                                                   | 2:2      | Philp 22,50        |
| Itálie                                                             | 3:1      | Spojené království |
| Costazza 24,15                                                     | 3:1      | Tilley 30,76       |
| Borsotti 23,27                                                     | 3:1      | Ryding 22,54       |
| F. Marsaglia 24,50                                                 | 3:1      | Guest 24,55        |
| M. Marsaglia 23,43                                                 | 3:1      | Raposo 23,51       |
| vítěz závodu podtržen, DSQ – diskvalifikace, DNF – nedojel do cíle |          |                    |

### Čtvrtfinále
| první družstvo                                                     | výsledek | druhé družstvo     |
| ------------------------------------------------------------------ | -------- | ------------------ |
| Rakousko                                                           | 3:1      | Norsko             |
| Brem 23,59                                                         | 3:1      | Løseth 23,98       |
| Hirscher 22,50                                                     | 3:1      | Haugen 22,68       |
| Kirchgasser 24,04                                                  | 3:1      | Mowinckel 24,10    |
| Nösig 22,75                                                        | 3:1      | Foss-Solevåg 22,60 |
| Francie                                                            | 1:3      | Švýcarsko          |
| Baud 23,54                                                         | 1:3      | Gisin 24,09        |
| Mermillod Blondin 23,06                                            | 1:3      | Caviezel 22,48     |
| Marmottan 24,02                                                    | 1:3      | Holdener 23,53     |
| Faivre 23,24                                                       | 1:3      | Murisier 23,05     |
| vítěz závodu podtržen, DSQ – diskvalifikace, DNF – nedojel do cíle |          |                    |

| první družstvo                                                     | výsledek | druhé družstvo        |
| ------------------------------------------------------------------ | -------- | --------------------- |
| USA                                                                | 1:3      | Švédsko               |
| Moltzan DNF                                                        | 1:3      | Swenn-Larsson 24,08   |
| Chodounsky DNF                                                     | 1:3      | Myhrer 22,67          |
| Shiffrin 23,82                                                     | 1:3      | Pietilä-Holmner 23,85 |
| Ligety DSQ                                                         | 1:3      | Hargin 22,66          |
| Kanada                                                             | 3:1      | Itálie                |
| Mielzynski 24,00                                                   | 3:1      | F. Marsaglia 24,56    |
| Brown 23,07                                                        | 3:1      | Borsotti DSQ          |
| Crawford 24,15                                                     | 3:1      | Costazza 24,01        |
| Philp 22,89                                                        | 3:1      | M. Marsaglia DSQ      |
| vítěz závodu podtržen, DSQ – diskvalifikace, DNF – nedojel do cíle |          |                       |

### Semifinále
| první družstvo                                                     | výsledek | druhé družstvo |
| ------------------------------------------------------------------ | -------- | -------------- |
| Rakousko                                                           | 3:1      | Švýcarsko      |
| Brem 24,24                                                         | 3:1      | Gisin 24.36    |
| Hirscher 22,36                                                     | 3:1      | Caviezel 22.51 |
| Kirchgasser 23.71                                                  | 3:1      | Holdener 23,62 |
| Nösig 22,78                                                        | 3:1      | Murisier 22,87 |
| vítěz závodu podtržen, DSQ – diskvalifikace, DNF – nedojel do cíle |          |                |

| první družstvo                                                     | výsledek | druhé družstvo   |
| ------------------------------------------------------------------ | -------- | ---------------- |
| Švédsko                                                            | 2:2      | Kanada           |
| Pietilä-Holmner 24,28                                              | 2:2      | Mielzynski 23,57 |
| Hargin 22,49                                                       | 2:2      | Brown 22.80      |
| Swenn-Larsson 24,15                                                | 2:2      | Crawford 24,03   |
| Myhrer 22,34                                                       | 2:2      | Philp 22,71      |
| vítěz závodu podtržen, DSQ – diskvalifikace, DNF – nedojel do cíle |          |                  |

| první družstvo                                                     | výsledek | druhé družstvo        |
| ------------------------------------------------------------------ | -------- | --------------------- |
| Švýcarsko                                                          | 1:3      | Švédsko               |
| Holdener DSQ                                                       | 1:3      | Swenn-Larsson 23,83   |
| Caviezel 22,53                                                     | 1:3      | Myhrer 22,46          |
| Gisin 24,28                                                        | 1:3      | Pietilä-Holmner 24,21 |
| Murisier 22,60                                                     | 1:3      | Hargin 22,83          |
| vítěz závodu podtržen, DSQ – diskvalifikace, DNF – nedojel do cíle |          |                       |

| první družstvo                                                     | výsledek | druhé družstvo   |
| ------------------------------------------------------------------ | -------- | ---------------- |
| Rakousko                                                           | 3:1      | Kanada           |
| Brem 23.94                                                         | 3:1      | Mielzynski 23,68 |
| Hirscher 22,38                                                     | 3:1      | Brown 22.77      |
| Kirchgasser 23,97                                                  | 3:1      | Crawford 24,10   |
| Nösig 22,84                                                        | 3:1      | Philp 22,95      |
| vítěz závodu podtržen, DSQ – diskvalifikace, DNF – nedojel do cíle |          |                  |